# Leonor de Castela (1307–1359)
Leonor de Castela (1307 — Castelo de Castrojeriz, 1359) foi uma infanta de Castela e rainha de Aragão através de seu segundo casamento. Foi a filha primogênita do rei Fernando IV de Leão e Castela e de Constança de Portugal, logo, a irmã mais velha de Afonso XI.

## Biografia
Casou pela primeira vez aos doze anos, em 18 de outubro de 1319, em Gandesa, com o infante Jaime de Aragão e Anjou, herdeiro da Coroa de Aragão, onze anos mais velho. Esta união, todavia, não chegou a ser consumada, pois Jaime fugiu e abdicou de seus direitos à herança de Aragão no mesmo dia para se tornar monge.
Leonor casou-se novamente dez anos depois, com o irmão mais novo de seu ex-esposo, o então rei Afonso IV de Aragão. Este matrimônio, ocorrido em Tarragona, em 5 de fevereiro de 1329, foi arranjado como parte da aliança renovada de Aragão com Castela, formada com o propósito de reconquistar Granada aos mouros. Desta união, nasceram dois filhos:
1. Fernando de Aragão (11 de dezembro de 1329 - Burriana, 16 de julho de 1363); marquês de Tortosa, casado em 1354, na cidade de Évora com D. Maria, infanta de Portugal (Évora, 6 de abril de 1342 - Aveiro, 1367), filha do rei D. Pedro I de Portugal e de Constança Manuel, infanta de Castela.
2. João de Aragão (1334 - junho de 12 de junho de 1358), senhor de Elche, casado com Isabel de Lara.

Leonor se tornou uma influência perturbadora em Aragão, conspirando para promover os interesses de seus próprios filhos sobre os de seus enteados, os filhos do primeiro casamento de Afonso, com Teresa de Entenza, morta dias antes da ascensão dele ao trono, e os da nobreza castelhana.
Após a morte de Afonso, Pedro IV procurou primeiramente confiscar suas rendas e perseguir seu protetor, Pedro de Ejérica, mas, em 1338, ele assegurou a ela e a seus filhos a possessão de seus domínios, desejando não se opor a Castela numa época em que a Espanha estava ameaçada por uma nova invasão moura. Leonor e seus filhos, porém, continuaram a conspirar contra Pedro.
Em 1347, Fernando assumiu a liderança de um movimento de oposição a Pedro, que escolheu fazer de sua filha primogênita, a infanta Constança, sua herdeira ao invés dele, herdeiro presuntivo do trono na qualidade de parente varão mais próximo. Ele contou com o apoio de seu irmão, sua mãe e, principalmente, de seu tio, o rei de Castela. Contudo, ele foi derrotado no ano seguinte, e fugiu para Castela, para onde foi seguido por Leonor e seu irmão João.
Ali, Leonor e seus filhos também se tornaram oponentes ao novo monarca castelhano, Pedro I. Ao lado de sua cunhada, a rainha-mãe Maria, ela se opôs ao sobrinho quando este abandonou sua esposa legítima, Branca de Bourbon, dias após ter se casado com ela, e depois ordenar seu encarceramento em Arévalo.
Em 1358, Pedro ordenou o assassinato de seu filho João, com quem disputava o apossamento do senhorio da Biscaia. Em resposta, Fernando invadiu o Reino da Múrcia. Pedro então ordena o encareramento de Leonor no castelo de Castrojeriz, junto com sua nora Isabel de Lara, viúva de João, e a irmã dela, Joana de Lara, a legítima senhora da Biscaia.
Leonor foi assassinada entre março e abril de 1359, aos 52 anos, junto com Joana de Lara. Sua nora Isabel teria o mesmo destino, dois anos depois, assim como o esposo de Joana, Telo, em 1370. Fernando se voltou de vez contra Pedro, aliando-se ao meio-irmão, o rei de Aragão, mas este, depois de torná-lo chefe de seu exército, ordenaria sua execução, em 1363.